# Molí de Reus
El Molí de Reus és un molí del municipi de Constantí (Tarragonès) protegit com a bé cultural d'interès local.

## Descripció
L'edifici de l'antic molí de Reus presenta un aspecte bastant deteriorat en l'actualitat. Es compon d'una sèrie d'edificis en els quals hi ha parts del molí original i altres naus annexes, una de les quals fou fàbrica tèxtil. Actualment només hi ha un habitatge, i la resta d'edificis estan en desús i en estat de deteriorament.
Són visibles quatre cacaus del molí. Una part de la paret de la façana principal podria correspondre a època romana, com la vila romana de Centcelles a pocs metres del molí.

## Història
Aquest molí data del segle xv i va ser al llarg del temps: molí de blat, molí d'oli i finalment fàbrica de teixits. Va ser propietat de la cartoixa d'Escaladei des de 1734 fins a 1835. L'escut de la cartoixa així com la data d'adquisició són ben visibles en la dovella de l'arc central. Mentre va ser fàbrica de teixits hi havia ubicada una màquina de vapor i tots els avenços de l'època.